# Woody Harrelsons filmografi
Woody Harrelson er en amerikansk skuespiller, der fik sin filmdebut som en ukrediteret statist i Harper Valley PTA (1978). Hans gennembrudsrolle var som bartender Woody Boyd i NBC' sitcom Cheers (1985–1993), som gav Harrelson en Primetime Emmy Award for "Outstanding Supporting Actor in a Comedy Series".  Han genoptog karakteren senere i andre tv-serien, såsom Frasier og The Simpsons. I 1992 medvirkede Harrelson overfor Wesley Snipes i White Men Can't Jump. Derefter optrådte han i Oliver Stones Natural Born Killers (1994) sammen med Tommy Lee Jones og Robert Downey Jr. For sin optræden som ytringsfrihedsaktivisten Larry Flynt i The People vs. Larry Flynt (1996) blev han nomineret til en Golden Globe Award for bedste skuespiller og en Oscar for bedste mandlige hovedrolle.   Han optrådte derefter i The Thin Red Line (1998).
Fra 1999 til 2000 optrådte Harrelson i Broadway-genopførslen af The Rainmaker. Han havde derefter en mindre rolle i komedie Anger Management i 2003. Fra 2005 til 2006 spillede Harrelson Rev. Shannon i en London-produktion af Tennessee Williams' The Night of the Iguana. Hans næste filmrolle var som lejemorderen Carson Wells i Coen-brødrenes No Country for Old Men (2007), der vandt en Oscar for bedste film.  Det år portrætterede han også lægen Robert O. Wilson i dokumentaren Nanking. I 2008 spillede Harrelson overfor Will Ferrell i Semi-Pro og Will Smith i Seven Pounds. Hans arbejde i The Messenger (2009) gav ham en Independent Spirit Award for "Best Supporting Male."  Derefter spillede han med i Zombieland (2009), for senere at vende tilbage til filmserien i Zombieland: Double Tap (2019).
Harrelson medvirkede som Haymitch Abernathy i The Hunger Games (2012). Han vendte tilbage til rollen i yderligere tre film: The Hunger Games: Catching Fire (2013), The Hunger Games: Mockingjay - Del 1 (2014) og The Hunger Games: Mockingjay - Del 2 (2015). Derefter spillede han titelrollen i den biografiske film LBJ i 2016. For sin optræden i Three Billboards Outside Ebbing, Missouri (2017) blev Harrelson nomineret til en Oscar for bedste mandlige birolle og en BAFTA-pris for "Best Actor in a Supporting Role", men han tabte begge til kollegaen Sam Rockwell.   Det år skildrede han også den militaristiske "oberst" i War for the Apes Planet . Året efter optrådte han i Ron Howard -dirigerede Solo: A Star Wars Story (2018). Derefter portrætterede han admiral Chester Nimitz i Roland Emmerichs Midway (2019), efter at have haft en mindre rolle i Emmerichs 2012 (2009). Under de indledende demokratiske kandidatvalg i 2020 portrætterede han kandidaten Joe Biden i flere afsnit af satireprogrammet Saturday Night Live. I 2021 portrætterede Harrelson Cletus Kasady (aka Carnage) i Marvel-filmen Venom: Let There Be Carnage, efter at have optrådte som karakteren i cameo rulleteksterne i Venom (2018).

## Film
| År   | Titel                                     | Rolle                            | Noter                                  | Ref.   |
| ---- | ----------------------------------------- | -------------------------------- | -------------------------------------- | ------ |
| 1978 | Harper Valley PTA                         | Statist                          | Ukrediteret                            | [ 9 ]  |
| 1986 | Wildcats                                  | Krushinski                       |                                        | [ 10 ] |
| 1990 | Cool Blue                                 | Dustin                           |                                        | [ 11 ] |
| 1991 | L.A. Story                                | Leder af tankstation             | Ukrediteret                            | [ 12 ] |
| 1991 | Doc Hollywood                             | Hank Gordon                      |                                        | [ 13 ] |
| 1991 | Ted & Venus                               | Hjemløs Vietnam-veteran          |                                        | [ 14 ] |
| 1992 | White Men Can't Jump                      | Billy Hoyle                      |                                        | [ 15 ] |
| 1993 | Indecent Proposal                         | David Murphy                     |                                        | [ 16 ] |
| 1994 | Natural Born Killers                      | Mickey Knox                      |                                        | [ 17 ] |
| 1994 | The Cowboy Way                            | Pepper Lewis                     |                                        | [ 18 ] |
| 1994 | I'll Do Anything                          | Ground Zero Hero                 |                                        | [ 12 ] |
| 1995 | Money Train                               | Charlie Robinson                 |                                        | [ 19 ] |
| 1996 | Folket mod Larry Flynt                    | Larry Flynt                      |                                        | [ 10 ] |
| 1996 | Kingpin                                   | Roy Munson                       |                                        | [ 10 ] |
| 1996 | Sunchaser                                 | Dr. Michael Reynolds             |                                        | [ 20 ] |
| 1997 | Wag the Dog                               | Sgt. William Schumann            |                                        | [ 10 ] |
| 1997 | Welcome to Sarajevo                       | Jordan Flynn                     |                                        | [ 10 ] |
| 1998 | The Thin Red Line                         | Sgt. William Keck                |                                        | [ 21 ] |
| 1998 | Palmetto                                  | Harry Barber                     |                                        | [ 22 ] |
| 1998 | The Hi-Lo Country                         | Big Boy Matson                   |                                        | [ 23 ] |
| 1999 | Play It to the Bone                       | Vince Boudreau                   |                                        | [ 24 ] |
| 1999 | EDtv                                      | Ray Pekurny                      |                                        | [ 25 ] |
| 1999 | Austin Powers: The Spy Who Shagged Me     | Sig selv                         |                                        | [ 26 ] |
| 1999 | Grass                                     | Fortæller (stemme)               |                                        | [ 27 ] |
| 2003 | Anger Management                          | Galaxia / Security Gary          |                                        | [ 28 ] |
| 2003 | Go Further                                | Himself                          |                                        | [ 29 ] |
| 2003 | Scorched                                  | Jason "Woods" Valley             |                                        | [ 30 ] |
| 2004 | After the Sunset                          | Stanley "Stan" P. Lloyd          |                                        | [ 31 ] |
| 2004 | She Hate Me                               | Lenald Power                     |                                        | [ 32 ] |
| 2005 | North Country                             | Bill White                       |                                        | [ 33 ] |
| 2005 | The Prize Winner of Defiance, Ohio        | Leo "Kelly" Ryan                 |                                        | [ 34 ] |
| 2005 | The Big White                             | Raymond "Ray" Barnell            |                                        | [ 35 ] |
| 2006 | Free Jimmy                                | Roy Arnie (stemme)               |                                        | [ 36 ] |
| 2006 | A Scanner Darkly                          | Ernie Luckman                    |                                        | [ 37 ] |
| 2006 | A Prairie Home Companion                  | Dusty                            |                                        | [ 38 ] |
| 2007 | The Walker                                | Carter Page III                  |                                        | [ 39 ] |
| 2007 | No Country for Old Men                    | Carson Wells                     |                                        | [ 40 ] |
| 2007 | Battle in Seattle                         | Dale                             |                                        | [ 41 ] |
| 2007 | The Grand                                 | One Eyed Jack Faro               |                                        | [ 42 ] |
| 2007 | Nanking                                   | Robert O. "Bob" Wilson           |                                        | [ 43 ] |
| 2008 | Semi-Pro                                  | Ed Monix                         |                                        | [ 44 ] |
| 2008 | Sleepwalking                              | Randall                          |                                        | [ 45 ] |
| 2008 | Transsiberian                             | Roy                              |                                        | [ 46 ] |
| 2008 | Surfer, Dude                              | Jack Mayweather                  |                                        | [ 47 ] |
| 2008 | Management                                | Jango                            |                                        | [ 10 ] |
| 2008 | Seven Pounds                              | Ezra Turner                      |                                        | [ 48 ] |
| 2009 | The Messenger                             | Captain Anthony "Tony" Stone     |                                        | [ 49 ] |
| 2009 | Defendor                                  | Arthur Poppington / Defendor     |                                        | [ 49 ] |
| 2009 | Zombieland                                | Tallahassee                      |                                        | [ 49 ] |
| 2009 | 2012                                      | Charlie Frost                    |                                        | [ 49 ] |
| 2010 | Bunraku                                   | The Bartender                    |                                        | [ 50 ] |
| 2010 | Hempsters: Plant the Seed                 | Sig selv                         |                                        | [ 51 ] |
| 2011 | Friends with Benefits                     | Tommy Bollinger                  |                                        | [ 52 ] |
| 2011 | Ethos                                     | Narrator (voice)                 |                                        | [ 53 ] |
| 2011 | Rampart                                   | David Douglas "Dave" Brown       |                                        | [ 54 ] |
| 2012 | The Hunger Games                          | Haymitch Abernathy               |                                        | [ 55 ] |
| 2012 | Seven Psychopaths                         | Charlie Costello                 |                                        | [ 56 ] |
| 2013 | How to Make Money Selling Drugs           | Sig selv                         |                                        | [ 57 ] |
| 2013 | Now You See Me                            | Merritt McKinney                 |                                        | [ 58 ] |
| 2013 | Out of the Furnace                        | Harlan DeGroat                   |                                        | [ 59 ] |
| 2013 | Free Birds                                | Jake (stemme)                    |                                        | [ 60 ] |
| 2013 | The Hunger Games: Catching Fire           | Haymitch Abernathy               |                                        | [ 61 ] |
| 2014 | The Hunger Games: Mockingjay – Part 1     | Haymitch Abernathy               |                                        | [ 62 ] |
| 2015 | The Hunger Games: Mockingjay - Del 2      | Haymitch Abernathy               |                                        | [ 63 ] |
| 2016 | Triple 9                                  | Sergeant Detective Jeffrey Allen |                                        | [ 64 ] |
| 2016 | Now You See Me 2                          | Chase McKinney/Merritt McKinney  |                                        | [ 65 ] |
| 2016 | The Duel                                  | Abraham Brant                    |                                        | [ 66 ] |
| 2016 | LBJ                                       | Lyndon B. Johnson                |                                        | [ 67 ] |
| 2016 | The Edge of Seventeen                     | Max Bruner                       |                                        | [ 68 ] |
| 2017 | Lost in London                            | Sig selv                         | Også instruktør, producer og forfatter | [ 69 ] |
| 2017 | Wilson                                    | Wilson                           |                                        | [ 70 ] |
| 2017 | War for the Planet of the Apes            | Colonel J . Wesley McCullough    |                                        | [ 71 ] |
| 2017 | The Glass Castle                          | Rex Walls                        |                                        | [ 72 ] |
| 2017 | Three Billboards Outside Ebbing, Missouri | Sheriff Bill Willoughby          |                                        | [ 73 ] |
| 2017 | Shock and Awe                             | Jonathan Landay                  |                                        | [ 74 ] |
| 2018 | Solo: A Star Wars Story                   | Tobias Beckett                   |                                        | [ 75 ] |
| 2018 | Venom                                     | Cletus Kasady                    | Cameo i rulleteksterne                 | [ 76 ] |
| 2019 | The Highwaymen                            | Maney Gault                      |                                        | [ 77 ] |
| 2019 | Zombieland: Double Tap                    | Tallahassee                      |                                        | [ 78 ] |
| 2019 | Midway                                    | Admiral Chester Nimitz           |                                        | [ 79 ] |
| 2020 | Kiss the Ground                           | Fortæller                        |                                        | [ 80 ] |
| 2021 | Kate                                      | Varrick                          |                                        | [ 81 ] |
| 2021 | Venom: Let There Be Carnage               | Cletus Kasady / Carnage          |                                        | [ 82 ] |
| 2022 | The Man from Toronto                      | Randy                            | Post-produktion                        | [ 83 ] |
| TBA  | Triangle of Sadness                       | Captain Thomas Smith             | Post-produktion                        | [ 84 ] |

| Films that have not yet been released | Film der endnu ikke er udgivet |

## Tv
| År        | Titel                              | Rolle               | Noter                                   | Ref.   |
| --------- | ---------------------------------- | ------------------- | --------------------------------------- | ------ |
| 1985–1993 | Cheers                             | Woody Boyd          | 196 afsnit                              | [ 85 ] |
| 1987      | Bay Cove                           | Slater              | Tv-film                                 | [ 86 ] |
| 1988      | Mickey's 60th Birthday             | Woody Boyd          | Tv-special                              | [ 87 ] |
| 1989      | Dear John                          | Richard             | Afsnit: "Love and Marriage"             | [ 88 ] |
| 1989–2019 | Saturday Night Live                | Sig selv (vært)     | 4 afsnit                                | [ 12 ] |
| 1990      | Mother Goose Rock 'n' Rhyme        | Lou the Lamb        | Tv-film                                 | [ 12 ] |
| 1994      | The Simpsons                       | Woody Boyd (stemme) | Afsnit: "Fear of Flying"                | [ 89 ] |
| 1996      | Spin City                          | Tommy Dugan         | Afsnit: "Meet Tommy Dugan"              | [ 12 ] |
| 1999      | Frasier                            | Woody Boyd          | Afsnit: "The Show Where Woody Shows Up" | [ 90 ] |
| 2001–2002 | Will & Grace                       | Nathan              | 7 afsnit                                | [ 91 ] |
| 2012      | Game Change                        | Steve Schmidt       | Tv-film                                 | [ 92 ] |
| 2013      | David Blaine: Real or Magic        | Himself             | Tv-special                              | [ 93 ] |
| 2014      | True Detective                     | Martin "Marty" Hart | 8 afsnit; også executive producer       | [ 94 ] |
| 2019      | Live in Front of a Studio Audience | Archie Bunker       | 2 afsnit                                | [ 95 ] |
| 2019      | Saturday Night Live                | Joe Biden           | 3 afsnit                                | [ 8 ]  |
| TBA       | The White House Plumbers           | E. Howard Hunt      |                                         |        |

## Teater
| År        | Titel                   | Rolle                                    | Teater                    | Noter                   | Ref.    |
| --------- | ----------------------- | ---------------------------------------- | ------------------------- | ----------------------- | ------- |
| 1985–1986 | Biloxi Blues            | Joseph Wykowski, Roy Selridge (standbys) | Neil Simon Theatre        |                         | [ 96 ]  |
| 1987–1988 | The Boys Next Door      | Jack                                     | Lamb's Theatre            |                         | [ 97 ]  |
| 1999–2000 | The Rainmaker           | Bill Starbuck                            | Brooks Atkinson Theatre   |                         | [ 98 ]  |
| 2005–2006 | The Night of the Iguana | Shannon                                  | Lyric Theatre             |                         | [ 99 ]  |
| 2012      | Bullet for Adolf        | —                                        | New World Stages Stage IV | Instruktør og forfatter | [ 100 ] |